# Lambertseterbanen
Lambertseterbanen er en af de fire østlige baner på T-banen i Oslo, der ligger mellem Brynseng og Bergrystallen. Banen fører til satellitbyen Lambertseter, hvor fire ud af banens otte stationer ligger. Banen blev åbnet som sporvej i 1957 og omstillet som den første T-bane i 1966.
Banen betjenes af T-banens linje 4, der går fra Vestli på Grorudbanen via T-baneringen, Fellestunnelen og Lambertseterbanen til Bergkrystallen. Mandag-fredag i dagtimerne suppleres den af linje 1, der går fra Frognerseteren på Holmenkollbanen via Fellestunnelen og Lambertseterbanen til Bergkrystallen. Om aftenen og i weekenden ender linjer 1 på Helsfyr.

## Historie
Etableringen af banen blev vedtaget sammen med udvidelsen af Østensjøbanen 9. december 1954, og den blev sat i drift som T-bane 22. maj 1966. Oprindeligt var det planen at forlænge Ryenlinjen fra Simensbråten til Lambertseter, men på grund af anlæggelsen af den nye satellitby Manglerud blev planerne ændret, så banen kom til at grene af fra Østensjøbanen ved Høyenhall.
Strækningen fra Høyenhall til Bergkrystallen blev sat i drift i 1957 efter to og et halvt års byggetid. Til at begynde med blev stationerne udstyret med lave perroner, så de kunne trafikeres af sporvogne, mens der ventedes på den nye tunnelstrækning under Akerselva til Jernbanetorget. For at forkorte rejsetiden blev der samtidig anlagt en ny tracé fra Oslo gate gennem Schweigaaards gate til Jernbanetorget. Lambertseterbanen blev til at begynde med trafikeret af sporvognslinje 4 og har af den grund stadig det nummer. Fra 1960 blev endestationen flyttet til Vognmannsgata ved Østbanestasjonen.
Lambertseterbanen blev sat i drift som T-bane i 1966 og gik oprindelig fra Jernbanetorget via Brynseng til Bergkrystallen, der stadig er endestationen. Det var oprindeligt planlagt at forlænge banen fra Bergkrystallen mod Mortensrud, men i stedet valgte man Østensjøbanen til det formål.

### Betjening
Lambertseterbanen betjenes traditionelt af linje 4, der tidligere kørte fra Kolsås på den vestlige Kolsåsbanen via Fellestunnelen og Lambertseterbanen til Bergkrystallen. Efter færdiggørelsen af T-baneringen i 2006 blev linje 4 imidlertid bundet sammen med linje 6, sådan at linje 4 gik fra Bergkrystallen via Fellestunnelen til T-baneringen, hvor de blev til linje 6, der fortsatte gennem Fellestunnelen endnu en gang og derfra videre til Sognsvann på den vestlige Sognsvannsbanen.
Desuden kørte linje 1 fra Frognerseteren på den vestlige Holmenkollbanen også til Bergkrystallen. Det ophørte imidlertid, da linje 1 blev indstillet fra 15. marts til 6. december 2010 på grund af opgradering af Holmenkollbanen forud for Ski-VM i 2011. Eftersom Lambertseterbanen skulle opgraderes i 2011 med buserstatning til følge, blev linje 1 omlagt til Ellingsrudåsen på Furusetbanen i stedet, men ikke uden reaktioner fra Lambertseterbanens passagerer. Hvem der havde ansvaret stod ikke klart: Ruter mente at byråd for miljø og trafik, Jøran Kallmyr (Frp), havde bedt dem om at sende linje 1 til Ellingsrudåsen, mens Kallmyr mente, at det var ukendt for ham.
Problemet blev løst ved en omlægning af linjenettet 3. april 2016. Linje 1 vendte tilbage til Bergkrystallen, idet linje 2 på Furusetbanen til gengæld fik fordoblet antallet af afgange. Samtidig blev linje 4 ændret, så den kom til at gå fra Vestli på Grorudbanen via T-baneringen, Fellestunnelen og Lambertseterbanen til Bergkrystallen.